# Heinz Jacobsen

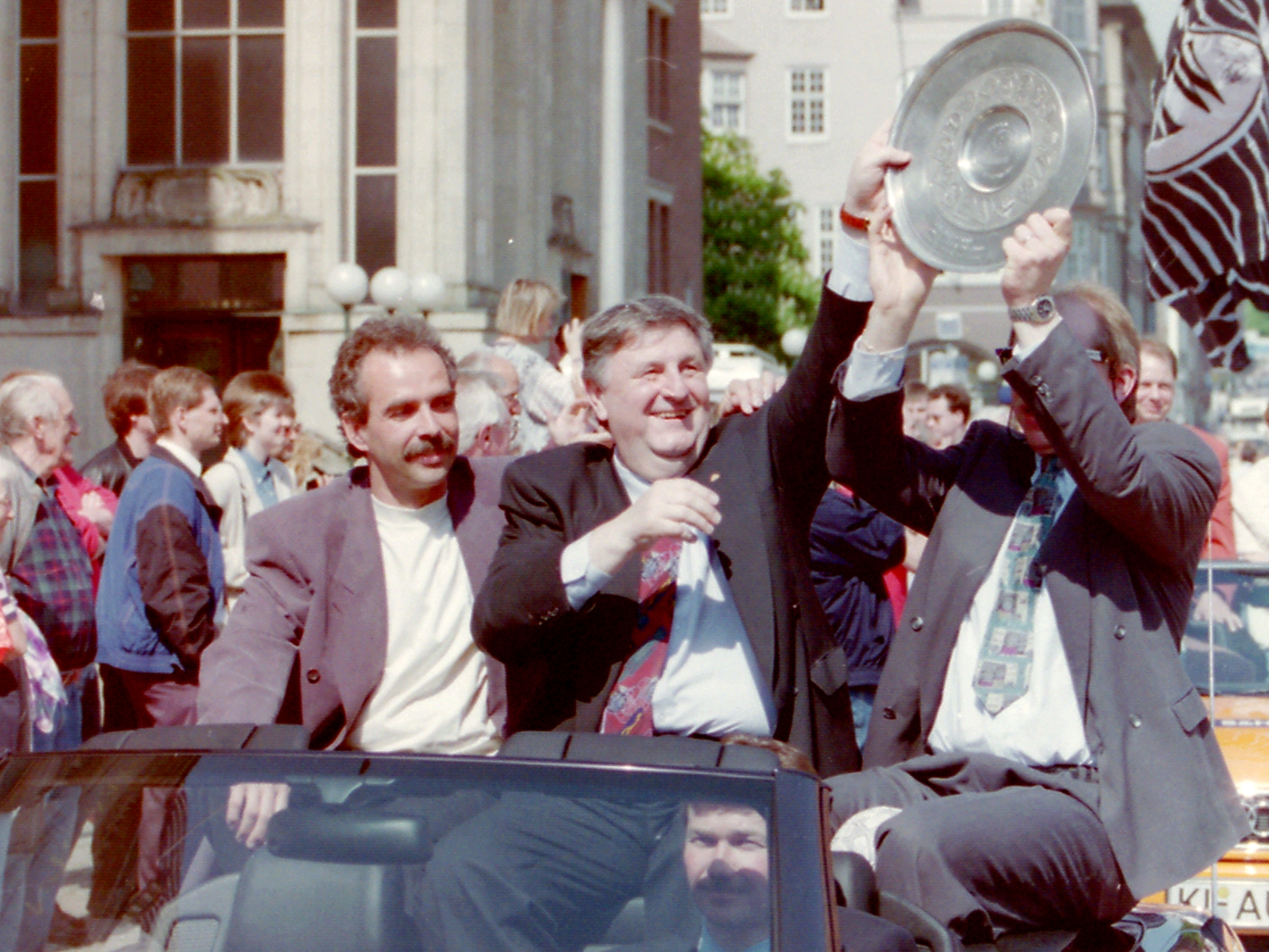
Heinz Jacobsen (Mitte) nach dem Gewinn der deutschen Meisterschaft 1994 durch den THW Kiel

Heinz Jacobsen (* 26. September 1940 in Kiel) ist ein deutscher Sportfunktionär.

## Karriere
Jacobsen war beim Wellingdorfer TV, bei dem er als Kind und Jugendlicher unter anderem Faustball und Tischtennis gespielt hatte, ab 1958 Jugendobmann und von 1964 bis 1968 Handball-Obmann. Gleichzeitig war er ab 1964 beim Kreishandballverband Kiel tätig, zunächst als Beisitzer des Rechtsausschusses, von 1968 bis 1970 als Rechtswart und ab 1970 als Spielwart. 1974 wurde der beruflich als Amtsinspektor bei der Wehrbereichsverwaltung Kiel tätige Jacobsen Spielwart des Handballverbandes Schleswig-Holstein (HVSH) und gleichzeitig Männerwart beim Deutschen Handballbund (DHB). In dieser Funktion war er 1975 entscheidend an der Verpflichtung des Trainers Vlado Stenzel beteiligt, der mit der deutschen Handballnationalmannschaft die Weltmeisterschaft 1978 gewann.
Im Frühling 1980 trat er von seinem Amt beim DHB wegen „unausräumbarer Schwierigkeiten“ mit Bundestrainer Vlado Stenzel zurück und wurde bis 1994 Ligaobmann beim Handball-Bundesligisten THW Kiel. Er verpflichtete unter anderem den isländischen Trainer Jóhann Ingi Gunnarsson, mit dem der THW 1983 und 1985 Vizemeister wurde, sowie den späteren Welthandballer des Jahrhunderts Magnus Wislander und war maßgeblich beteiligt an der Ausgliederung der Bundesliga-Handballmannschaft aus dem Gesamtverein, die 1992 durch die Gründung der THW Kiel Handball-Bundesliga Verwaltungs GmbH vollzogen wurde. Da Heinz Jacobsen als Beamter beim Militärischen Abschirmdienst tätig war, konnte er nicht Geschäftsführer der GmbH werden; dies wurde stattdessen Uwe Schwenker, den er 1980 als Spieler für den THW verpflichtet hatte.
Von 1984 bis 1996 war Jacobsen zudem Vorsitzender des HVSH und von 1994 bis 2004 Vorsitzender der Handball-Bundesliga-Vereinigung der Männer (HBVM), die die Interessen der Handball-Bundesligisten gegenüber dem DHB vertrat. Außerdem ist er seit 1995 Vizepräsident des Landessportverbandes  Schleswig-Holstein und war von 2004 bis 2005 Präsident des HSV Hamburg, dessen erstes Ehrenmitglied er 2008 wurde.
2002 wurde Jacobsen „für sein herausragendes und uneigennütziges Wirken für den Sport“ mit dem Bundesverdienstkreuz 1. Klasse ausgezeichnet, nachdem er 1994 schon das Bundesverdienstkreuz am Bande erhalten hatte. Beim HBL All-Star Game 2004 wurde er für sein Lebenswerk geehrt, und ist seit 2008 Ehrenmitglied des DHB.

## Ehrungen
- 1976 Goldene Ehrennadel des Handballverbandes Schleswig-Holstein
- 1978 Goldene Ehrennadel mit Brillanten des Handballverbandes Schleswig-Holstein
- 1987 Sportplakette des Landes Schleswig-Holstein
- 1989 Silberne Ehrennadel des Landessportverbandes Schleswig-Holstein
- 1994 Goldene Ehrennadel des Landessportverbandes Schleswig-Holstein
- 1994 Bundesverdienstkreuz am Bande
- 2002 Bundesverdienstkreuz 1. Klasse
- 2008 Ehrenmitglied des DHB
- 2008 Ehrenmitglied des HSV Hamburg